# رافاييل ماركيز لوغو
رافاييل ماركيز لوغو (بالإسبانية: Rafael Márquez Lugo) (2 نوفمبر 1981 بمدينة مكسيكو في المكسيك - ) هو لاعب كرة قدم مكسيكي في مركز الهجوم، شارك في الألعاب الأولمبية الصيفية 2004. وشارك مع منتخب المكسيك لكرة القدم. أما مع النوادي، فقد لعب مع أتلانتي إف سي ونادي أمريكا ونادي أونيفرسيداد ناسيونال ونادي باتشوكا ونادي برشلونة ونادي تشياباس ونادي تيكوس ونادي غوادالاخارا ونادي موريليا الرياضي.

## وصلات خارجية
- رافاييل ماركيز لوغو على موقع الاتحاد الدولي (مؤرشف)  (الإنجليزية)
- رافاييل ماركيز لوغو على موقع قاعدة بيانات كرة القدم.إي يو (الإنجليزية)
- رافاييل ماركيز لوغو على موقع ناشيونال فوتبول تيمز (الإنجليزية)
- رافاييل ماركيز لوغو على موقع Soccerway.com (الإنجليزية)
- رافاييل ماركيز لوغو على موقع أوليمبيديا (الإنجليزية)